# Charles Oliveira
Charles Oliveira da Silva, född 17 oktober 1989 i Guarujá, är en brasiliansk MMA-utövare som sedan 2010 tävlar i organisationen Ultimate Fighting Championship där mellan 15 maj 2021 och 7e maj 2022 var lättviktsmästare. Inför hans första titelförsvar mot Justin Gaethje vid UFC 274 blev han fråntagen titeln då han inte lyckades komma inom viktramen vid invägningen. Han missade vikt med ynka 0,5lb (0,23kg) men blev ändå fråntagen titeln, ett kontroversiellt beslut enligt många.

## Karriär

### Mästerskap och utmärkelser

#### Årets submission

##### 2014
Mot  Hatsu Hioki vid UFC Fight Night: Te Huna vs. Marquardt

1. Sherdog.com

2. MMAMania.com

3. UFC

#### Submission of the Night
1. Mot  Darren Elkins vid UFC Live: Jones vs. Matyushenko den 1 augusti 2010 i lättvikt

2. Mot  Efrain Escudero vid UFC Fight Night: Marquardt vs. Palhares 15 september 2010 i lättvikt

3. Mot  Eric Wisely vid UFC on Fox: Evans vs. Davis 28 januari 2012 i fjädervikt

#### Fight of the Night
1. Mot  Nik Lentz vid UFC Live: Kongo vs. Barry 26 juni 2011 i lättvikt

2. Mot  Frankie Edgar vid UFC 162 6 juli 2013 i fjädervikt

3. Mot  Nik Lentz vid UFC Fight Night: Condit vs. Alves 30 maj 2015 i fjädervikt

#### Performance of the Night
1. Mot  Andy Ogle vid UFC Fight Night: Machida vs. Mousasi 15 februari 2014 i fjädervikt

2. Mot  Hatsu Hioki vid UFC Fight Night: Te Huna vs. Marquardt 28 juni 2014 i fjädervikt

3. Mot  Nik Lentz vid UFC Fight Night: Condit vs. Alves 30 maj 2015 i fjädervikt

4. Mot  Will Brooks vid UFC 210 8 april 2017 i lättvikt

5. Mot  Clay Guida vid UFC 225 9 juni 2018 i lättvikt

6. Mot  Christos Giagos vid UFC Fight Night: Santos vs. Anders 22 september 2018 i lättvikt

7. Mot  David Teymur vid UFC Fight Night: Assunção vs. Moraes 2 den 2 februari 2019 i lättvikt

8. Mot  Jared Gordon vid UFC Fight Night: Błachowicz vs. Jacaré 16 november 2019 i lättvikt

9. Mot  Kevin Lee vid UFC Fight Night: Lee vs. Oliveira 14 mars 2020 i lättvikt

10. Mot  Michael Chandler vid UFC 262 15 maj 2021 i lättvikt